# Madoka Haji
Madoka Haji (jap. 櫨 まどか, Haji Madoka; * 8. Juli 1988 in Nagoya) ist eine japanische Fußballspielerin.

## Karriere

### Verein
Sie begann ihre Karriere bei INAC Kōbe Leonessa, wo sie von 2007 bis 2011 spielte. Sie trug 2011 zum Gewinn der Nihon Joshi Soccer League bei. 2012 folgte dann der Wechsel zu Iga FC Kunoichi. 2018 folgte dann der Wechsel zu Mynavi Vegalta Sendai.

### Nationalmannschaft
Haji absolvierte ihr erstes Länderspiel für die japanischen Nationalmannschaft am 30. Juli 2017 gegen Australien. Insgesamt bestritt sie sieben Länderspiele für Japan.

## Errungene Titel
- Nihon Joshi Soccer League: 2011